# 북포항 나들목
북포항 나들목(N.Pohang IC)은 경상북도 포항시 북구 청하면 월포리에 설치될 예정인 동해고속도로의 교차로이다. 2025년 12월에 개통될 예정이다.

## 연혁
- 2017년 1월 13일 : 나들목 신설을 위해 포항시 도시계획시설 교통광장에 북구 청하면 월포리 일원을 북포항 나들목으로 고시[1]

## 구조물 정보
- 위치: 경상북도 포항시 북구 청하면 월포리

## 접속하는 도로
- 국가지원지방도 제20호선 (월포로)